# Масована відплата

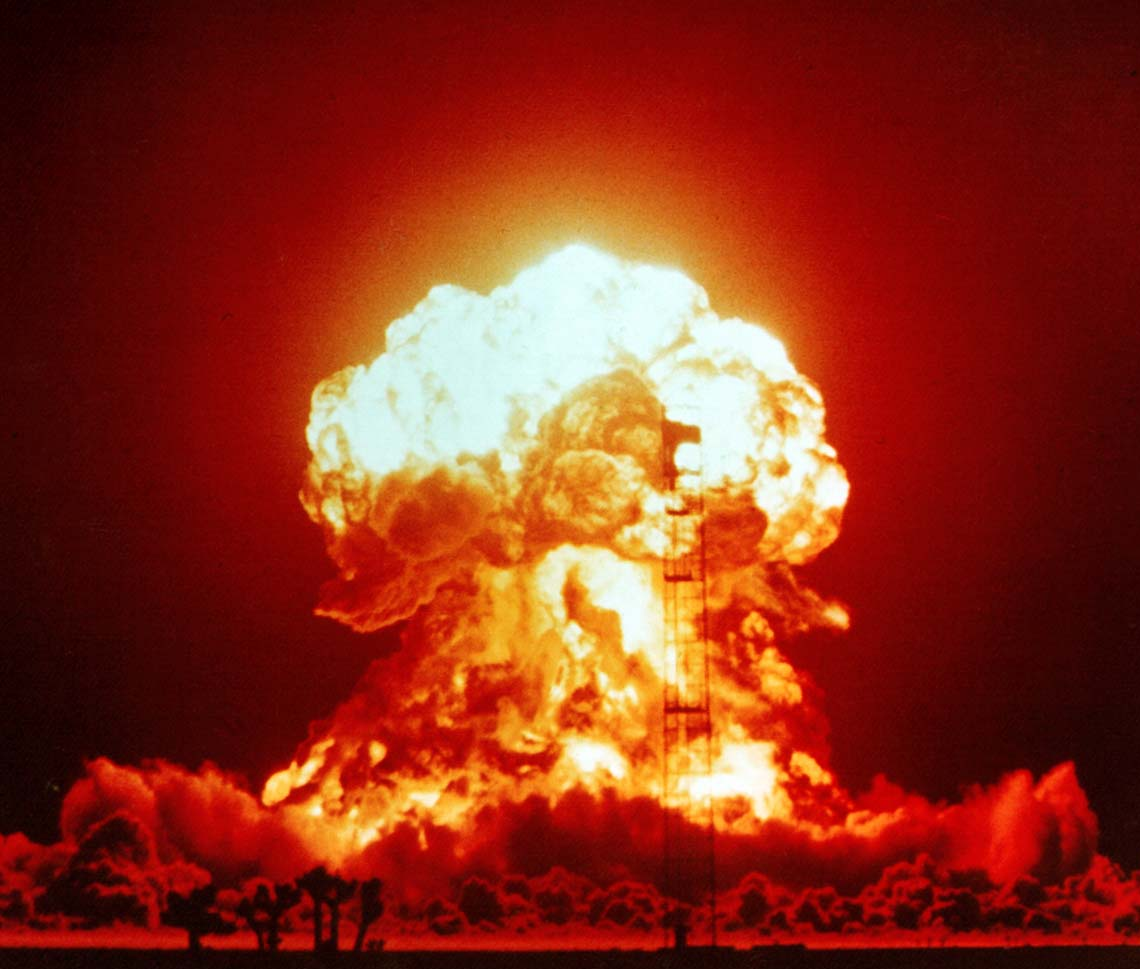
Страх перед неминучістю відплати зіграв вирішальну роль у запобіганні ядерної війни між США та СРСР

Масована відплата (англ. massive retaliation) — поняття ядерної стратегії, що припускає масований удар у відповідь, що перевершує руйнівною потужністю перший.

## Суть
Суть стратегії масованої відплати зводиться до того, що держава, в разі агресії проти неї, залишає за собою право непропорційного застосування сили щодо агресора. Подібна стратегія працює за принципом взаємно-гарантованого знищення з тією лише різницею, що у відповідь ядерний удар відбудеться навіть у разі нападу з використанням звичайних озброєнь або місцевого прикордонного конфлікту.

## Використання терміна
Термін «масована відплата» уперше згаданий американським дипломатом Джоном Даллесом 12 січня 1954. У своїй промові Даллес сказав, що за будь-якою військовою провокацією проти будь-якого із союзників США відбудеться негайний ядерний удар проти агресора чи провокатора. Найяскравішим прикладом такого потенційного місцевого конфлікту, який спричинив би масовану відплату США проти СРСР, була Берлінська криза 1961. Цю ж стратегію радянське керівництво планувало застосувати відносно самих Сполучених Штатів у разі їх спроби військового вирішення Карибської кризи.
Таким чином, на противагу стратегії масованої відплати з'явилася концепція гнучкого реагування, що передбачає дозоване застосування сили у відповідь на агресію.